# A Nice Place to Visit
A Nice Place to Visit is een aflevering van de Amerikaanse televisieserie The Twilight Zone.

## Plot

### Opening
Portrait of a man at work, the only work he's ever done, the only work he knows. His name is Henry Francis Valentine, but he calls himself "Rocky", because that's the way his life has been—rocky and perilous and uphill at a dead run all the way. He's tired now, tired of running or wanting, of waiting for the breaks that come to others but never to him, never to Rocky Valentine. A scared, angry little man. He thinks it's all over now, but he's wrong. For Rocky Valentine, it's just the beginning.
— Rod Serling

### Verhaal
Aan het begin van de aflevering berooft een crimineel genaamd Henry “Rocky” Valentine een winkel. Hij schiet hierbij de nachtwaker en een politieagent neer. Voor hij weg kan rennen, wordt hij zelf neergeschoten door een andere agent.
Wanneer Henry bijkomt, blijkt hij ongedeerd te zijn. Hij is in een mooie kamer en wordt verwelkomd door een man genaamd Pip. Pip vertelt Henry dat hij diens gids is in deze wereld en dat hij Henry alles zal geven wat hij wil. Henry concludeert dat hij is gestorven en in de hemel is beland.
Aanvankelijk heeft Henry het naar zijn zin, maar al snel slaat de verveling toe. Hij kan er niet tegen dat opeens alles van een leien dakje gaat. Zo wint hij bijvoorbeeld ieder spel dat hij speelt met een paar vrouwen in de kamer en daardoor verdwijnt de hele spanning van het spelen. Uiteindelijk kan Henry er niet meer tegen. Hij vertelt Pip dat de hemel wellicht niet zo geschikt voor hem is en vraagt of hij niet naar "die andere plaats" kan worden gestuurd. Hierop vraagt Pip hem spottend hoe hij ooit op het idee is gekomen dat hij in de hemel zou zijn; dit is de andere plaats.
Pip lacht dan kwaadaardig als hij ziet hoe een nu geschokte Henry tevergeefs probeert te ontsnappen uit zijn "paradijs".

### Slot
A scared, angry little man who never got a break. Now he has everything he's ever wanted and he's going to have to live with it for eternity in the Twilight Zone.
— Rod Serling

## Rolverdeling
- Larry Blyden: Henry Valantine
- Sebastian Cabot: Pip

## Achtergrond
- Enkele aspecten van de aflevering werden veranderd gedurende de productie. Rod Serling kreeg aanvankelijk de kans aangeboden zelf de rol van Henry te spelen, maar sloeg dit af.

- In de fictieve serie The Scary Door, afkomstig uit de animatieserie Futurama, is een parodie op de aflevering verwerkt. Hierin wordt een gokker aangereden door een auto en ontwaakt voor een gokkast. Nadat hij de jackpot wint denkt hij in de hemel te zijn, maar wanneer hij de jackpot direct nog een keer wint concludeert hij dat hij in de hel is omdat altijd winnen saai is.

- Een andere parodie op de aflevering is verwerkt in de webcomic 8-Bit Theater. Hierin sterft een dief en komt na zijn dood terecht in een ruimte met alle schatten die hij zich kan voorstellen. Hij denkt in de hemel te zijn, tot hij ontdekt dat hij niets kan stelen.

- Een wat aangepaste versie van de aflevering werd verwerkt in het radioprogramma "Theater Five".